# Àfar (llengua)
L'àfar és una llengua cuixítica parlada al sud d'Eritrea, a la regió Àfar d'Etiòpia i a la costa djibutiana de la mar Roja per prop d'un milió i mig de persones i que integra, juntament amb el saho, el grup sahoàfar, subdivisió del cuixític oriental de les Terres Baixes.
L'àfar distingeix entre vocals llargues i breus i consta d'un inventari mitjà de consonants. S'escriu amb l'alfabet llatí, però encara no ha finalitzat el procés d'estandardització de la seva ortografia.
Hi ha entre 1.379.200 (906.000 monolingües) i 2.576.000 parlants d'àfar.

## Classificació i família lingüística
La llengua àfar forma part del grup lingüístic de les llengües cuixítiques, un grup de llengües que pertany a la família lingüística de les llengües afroasiàtiques. Concretament, juntament amb el somali i el saho, formen part del subgrup del cuixític oriental de les Terres Baixes. És molt similar a la llengua saho, llengua amb la qual, segons l'Ethnologue, formen el subgrup de les llengües àfar-saho, que formen part de les llengües cuixítiques orientals.

## Àfar a Djibouti

### Població, territori i pobles veïns
A Djibouti, hi ha entre 99.200 (2006) i 404.000 àfars. Aquests tenen el territori a la costa del mar Roig. Segons el mapa lingüístic de l'Ethnologue, el territori àfar ocupa gran part del país, excepte la part més oriental, en la qual hi ha la capital. Els àfar de Djibouti limiten amb erritori àfar d'Eritrea i d'Etiòpia al nord i a l'oest, i amb territori dels somalis de Djibouti i d'Etiòpia al sud i a l'oest. Tot i que els idiomes oficials de l'estat són el francès i l'àrab, la llengua més parlada n'és el somali.

### Estatus i ús de la llengua
A Djobouti, l'àfar és una llengua desenvolupada (EGIDS 5). Tot i que no té estatus oficial, està estandarditzada i és utilitzada per persones de totes les generacions tant a la llar com en l'entorn social. S'escriu en alfabet llatí. A Djibouti, els àfars reben el nom de danakil, però és un nom que és considerat ofensiu.

## Àfar a Etiòpia

### Població, territori i pobles veïns
Segons el cens del 2007, hi havia 1.280.000 àfars a Etiòpia i segons el Joshuaproject n'hi ha 1.759.000. El seu territori està situat a les terres baixes de l'est del país, a les regions d'Àfar, d'Amhara i Somali.
Segons el mapa lingüístic d'Etiòpia, Djibouti i Eritrea de l'Ethnologue, el seu territori etíop està situat al curs alt del riu Awash. A l'est, limiten amb el territori àfar d'Eritrea i de Djibouti i amb el territori dels somalis. Al sud, tenen com a veïns els oromos orientals i els oromos borana-arsi-gujis; a l'oest, limiten amb els amhàrics, els oromos centreoccidentals, argobbes i els tigrinyes.

### Dialectes
A Etiòpia, es parlen els següents dialectes de l'àfar: l'aussa, el baadu, l'àfar central i l'àfar septentrional. L'àfar és una llengua propera al saho.

### Sociolingüística, estatus i ús de la llengua
A Etiòpia, l'àfar gaudeix d'un estatus oficial. És una llengua oficial regional (EGIDS 2): s'utilitza en l'ensenyament reglat, el treball, els mitjans de comunicació de masses, el cinema i el govern. Té diccionari i gramàtica. Els àfars també parlen l'àrab sudanès. A Etiòpia s'escriu en alfabet amhàric.

## Àfar a Eritrea

### Població, territori i pobles veïns
A Eritrea, hi ha 413.000 àfars que viuen a les regions septentrionals del mar Roig i a la Dankàlia (regió meridional del mar Roig). Aquest territori està situat a la part més meridional i oriental del país.
El territori àfar eritreu fa frontera amb els àfars de Djibouti i d'Etiòpia al sud i sud-oest i amb el territori dels sahos (Eritrea i Etiòpia) al nord i nord-oest. A més a més, també es parla àfar a les illes del mar Roig, a l'est d'Asmara, en un territori que comparteixen amb els tigrinyes.

### Sociolingüística, estatus i ús de la llengua a Eritrea
A Eritrea, l'àfar és una llengua desenvolupada (EGIDS 5). Tot i que no té estatus oficial, està estandarditzada i no està amenaçada. Es parla per persones de totes les generacions a la llar, en societat, s'utilitza en mitjans de comunicació i en l'administració.

## Comunitats àfar en altres països

### Estats Units
Segons el Joshuaproject, a banda de les comunitats àfar del seu territori d'origen, hi ha una comunitat ressenyable als Estats Units, país en el qual hi ha uns 300 àfars.

## Estatus oficial
A Djibouti, l'àfar està reconegut com una llengua nacional. És una de les llengües que s'utilitzen en la ràdio i televisió pública del país.
A Eritrea, l'àfar està reconegut com una de les nou llengües nacionals que tenen el mateix estatus (tot i que el tigrinya i l'àrab tenen molta més significació si tenim en compte el seu ús oficial). Existeixen mitjans de comunicació de masses, programes de ràdio a la ràdio nacional i existeix una versió en àfar de la Constitució d'Eritrea. En l'educació, però, els àfar solen estudiar en àrab, segona llengua de la majoria dels àfars del país.
A la regió Àfar d'Etiòpia, l'àfar és una llengua reconeguda a nivell oficial com a llengua de treball.

## Fonologia

### Consonants
A continuació, hi ha un quadre amb les consonants de l'àfar en l'ortografia estàndard: 
|             |             | Labial | Alveolar | Retroflexa | Palatal | Velar | Faringeal | Glotal |
| ----------- | ----------- | ------ | -------- | ---------- | ------- | ----- | --------- | ------ |
| Oclusiva    | sordes      |        | t [t]    |            |         | k [k] |           |        |
| Oclusiva    | sonores     | b [b]  | d [d]    | x [ɖ]      |         | g [ɡ] |           |        |
| Fricativa   | sordes      | f [f]  | s [s]    |            |         |       | c [ħ]     | h [h]  |
| Fricativa   | sonores     |        |          |            |         |       | q [ʕ]     |        |
| Nasal       | Nasal       | m [m]  | n [n]    |            |         |       |           |        |
| Aproximants | Aproximants | w [w]  | l [l]    |            | y [j]   |       |           |        |
| Bategant    | Bategant    |        | r [ɾ]    |            |         |       |           |        |

### Vocals
- curtes
  - a [ʌ]
  - e [e]
  - i [i]
  - o [o]
  - u [u]

- llargues
  - aa [aː]
  - ee [eː]
  - ii [iː]
  - oo [oː]
  - uu [uː]

## Sintaxi
Igual que en la majoria de les llengües cuixítiques, l'àfar és una llengua SOV; l'ordre de les frases és subjecte - objecte - verb.

## Sistemes d'escriptura
A Etiòpia, l'àfar és escrit en alfabet amhàric. Des de mitjans del segle xix, en els altres països que es parla s'utilitza l'alfabet llatí. A més a més, també s'utilitza l'alfabet àrab per a transcriure la llengua àfar.
A principis de la dècada del 1970, es va formalitzar l'alfabet àfar pels intel·lectuals nacionalistes dimis i redo. Aquest alfabet rep el nom de Qafar Feera i té una ortografia basada en l'alfabet llatí.
Les institucions oficials que treballen per l'estandardització de l'àfar són l'Institut de les Llengües de Djibouti, el Ministeri d'Educació d'Eritrea, el Centre Etíop de la Llengua Àfar i el Centre d'Enriquiment. Diversos lingüistes, autors i representants de la comunitat, han participat en la selecció d'una ortografia estàndard per a l'àfar tenint en compte tots els sistemes d'escriptura en àfar que s'utilitzen per a transcriure la llengua.